# Astronom królewski
Astronom królewski (ang. Astronomer Royal) – stanowisko na brytyjskim dworze królewskim. Wywodzi się ze stanowiska dyrektora Królewskiego Obserwatorium Astronomicznego w Greenwich; obserwatorium to utworzył król Karol II Stuart 22 czerwca 1675 roku.

## Geneza
Król wydał, mianowanemu pierwszym astronomem, Johnowi Flamsteedowi polecenie, aby bezzwłocznie przystąpił z najdokładniejszą troską i pilnością do korygowania tablic ruchów na niebie, a także miejsc gwiazd stałych, tak aby odkryć tak bardzo pożądaną długość geograficzną w celu doskonalenia sztuki nawigacji. Sprawy te miały duże znaczenie głównie z uwagi na rozwój żeglugi morskiej służący polityce kolonialnej. Kolejni astronomowie pełnili obowiązki dyrektora obserwatorium do 1972, z pensją 100 funtów rocznie.
Obecnie astronom królewski jest funkcją honorową.
- 1675–1719 John Flamsteed
- 1720–1742 Edmond Halley
- 1742–1762 James Bradley
- 1762–1764 Nathaniel Bliss
- 1765–1811 Nevil Maskelyne
- 1811–1835 John Pond
- 1835–1881 sir George Biddell Airy
- 1881–1910 sir William Christie
- 1910–1933 sir Frank Watson Dyson
- 1933–1955 sir Harold Spencer Jones
- 1956–1971 Richard van der Riet Woolley
- 1972–1982 sir Martin Ryle
- 1982–1990 sir Francis Graham-Smith
- 1991–1995 sir Arnold Wolfendale
- 1995-2025 Martin Rees
- od 2025 – Michele Dougherty

W 1834 powołano królewskiego astronoma Szkocji; w latach 1792–1921 istniało stanowisko królewskiego astronoma Irlandii.